# Halmaherajufferduif
De halmaherajufferduif (Ptilinopus monacha) is een vogel uit de familie Columbidae (duiven). Deze soort is endemisch op de Noord-Molukken.

## Kenmerken
De vogel is 16–18 cm lang en overwegend groen van kleur met alleen een blauw petje, met daaronder een gele streep, die als een wenkbrauwstreep boven het oog langs loopt. Ook op de borst en buik is een blauwe vlek en de onderstaartdekveren zijn bleekgeel. Bij het vrouwtje is het blauw minder opvallend en ontbreken de gele wenkbrauwstreep en de blauwe vlek op de borst.

## Verspreiding en leefgebied
Deze soort is endemisch op de Noord-Molukken (de Indonesische provincie Maluku Utara) ) en komt vooral voor op het eiland Halmahera en  minstens 13 omliggende kleine eilanden. De vogel bewoond mangrovebos en secundair bos in kustgebieden en heuvelland tot op 750 m boven zeenveau.

## Status
De grootte van de populatie is niet gekwantificeerd, maar de populatie-aantallen nemen af door habitatverlies. Het leefgebied wordt aangetast door ontbossing waarbij natuurlijk bos wordt omgezet in gebied voor agrarisch gebruik en menselijke bewoning. Ondanks deze redenen staat deze soort als niet bedreigd op de Rode Lijst van de IUCN.